# 小倉ジャンプステークス
小倉ジャンプステークス（こくらジャンプステークス）は、日本中央競馬会（JRA）が小倉競馬場で施行する中央競馬の重賞競走（J・GIII）である。
創設時の1999年から2024年までは小倉サマージャンプ（こくらサマージャンプ）の名称で施行され、2025年より現名称に変更されている。

## 概要
1999年より障害競走にもグレード制が施行されたのにあわせ、新設された重賞。
正面中央の竹柵障害は高さを3段階（120cm・130cm・140cm）に調節できる可動式で、本競走では140cmを使用する。

### 競走条件
以下の内容は、2025年現在のもの。
- 出走資格：サラ系障害3歳以上
  - JRA所属馬（外国産馬を含む）
- 負担重量：別定
  - 3歳58kg、4歳以上60kg、牝馬2kg減
    - J・GI競走1着馬2kg増、J・GII競走1着馬1kg増

### 賞金
2025年の1着賞金は3000万円で、以下2着1200万円、3着750万円、4着450万円、5着300万円。

## 歴史
- 1999年 - 4歳以上の馬による重賞競走として創設、小倉競馬場の障害・芝3390mで施行[3]。
- 2001年 - 馬齢表示の国際基準への変更に伴い、出走条件を「3歳以上」に変更。
- 2011 - 2014年 - 高田潤が4連覇を達成。騎手の同一重賞4連覇は、他に平地で4例（岡部幸雄=1987〜1990年ダイヤモンドステークス、武豊=1989〜1992年天皇賞・春、2001〜2004年エリザベス女王杯、2002〜2005年シンザン記念）。
- 2020年 - 新型コロナウイルスの流行により「無観客競馬」として開催。
- 2023年 - 暑熱対策に伴い、午前中に施行される重賞競走となる（新潟ジャンプステークスも同様、2024年まで）[1]。
- 2024年 - 阪神競馬場のスタンドリフレッシュ工事に伴う開催日割の変更のため中京競馬場障害・芝3300mで施行[4]。
- 2025年 - 施行時期を2月に、出走資格を4歳以上にそれぞれ変更の上、名称を小倉ジャンプステークスに変更[5]。

### 歴代優勝馬
馬齢表記は、2000年以前も現行表記に揃えている。
距離のコース種別は、最後の直線コースを走行する際の馬場で記述する。
| 回数   | 施行日        | 競馬場 | 距離    | 優勝馬             | 性齢 | タイム | 優勝騎手   | 管理調教師 | 馬主                     |
| ------ | ------------- | ------ | ------- | ------------------ | ---- | ------ | ---------- | ---------- | ------------------------ |
| 第1回  | 1999年7月18日 | 小倉   | 芝3390m | ロングイカロス     | 牡4  | 3:43.0 | 植野貴也   | 沖芳夫     | 中井敏雄                 |
| 第2回  | 2000年7月23日 | 小倉   | 芝3390m | レガシーロック     | 牡5  | 3:42.8 | 白浜雄造   | 坂口正則   | （株）ホースタジマ       |
| 第3回  | 2001年7月22日 | 小倉   | 芝3390m | ヒサコーボンバー   | 牡8  | 3:45.3 | 高田潤     | 西園正都   | 久富勘助                 |
| 第4回  | 2002年7月21日 | 小倉   | 芝3390m | ギフテッドクラウン | 牡6  | 3:41.7 | 高田潤     | 吉岡八郎   | 瀧本和義                 |
| 第5回  | 2003年7月27日 | 小倉   | 芝3390m | ウインマーベラス   | 牡6  | 3:43.8 | 白浜雄造   | 森秀行     | （株）ウイン             |
| 第6回  | 2004年7月25日 | 小倉   | 芝3390m | ロードプリヴェイル | 牡6  | 3:41.4 | 熊沢重文   | 池江泰郎   | （株）ロードホースクラブ |
| 第7回  | 2005年7月24日 | 小倉   | 芝3390m | フミノトキメキ     | 牡4  | 3:41.6 | 石山繁     | 目野哲也   | 谷二                     |
| 第8回  | 2006年7月22日 | 小倉   | 芝3390m | コウエイトライ     | 牝5  | 3:42.0 | 小坂忠士   | 田所清広   | 伊東政清                 |
| 第9回  | 2007年7月21日 | 小倉   | 芝3390m | コウエイトライ     | 牝6  | 3:42.4 | 小坂忠士   | 田所清広   | 伊東政清                 |
| 第10回 | 2008年7月26日 | 小倉   | 芝3390m | バトルブレーヴ     | 牡6  | 3:40.5 | 菊地昇吾   | 本田優     | 宮川秋信                 |
| 第11回 | 2009年7月25日 | 小倉   | 芝3390m | エイシンボストン   | 牡7  | 3:40.9 | 西谷誠     | 松永昌博   | 平井豊光                 |
| 第12回 | 2010年7月24日 | 小倉   | 芝3390m | ランヘランバ       | 牡7  | 3:40.0 | 五十嵐雄祐 | 藤沢則雄   | 田中充                   |
| 第13回 | 2011年7月30日 | 小倉   | 芝3390m | ドングラシアス     | 牡7  | 3:43.0 | 高田潤     | 柴田政見   | 山田貢一                 |
| 第14回 | 2012年7月28日 | 小倉   | 芝3390m | エムエスワールド   | 牡9  | 3:40.9 | 高田潤     | 湯窪幸雄   | ロイヤルパーク           |
| 第15回 | 2013年7月27日 | 小倉   | 芝3390m | オースミムーン     | 牡4  | 3:45.4 | 高田潤     | 小野幸治   | （株）オースミ           |
| 第16回 | 2014年8月2日  | 小倉   | 芝3390m | メイショウブシドウ | 牡5  | 3:43.2 | 高田潤     | 角居勝彦   | 松本好雄                 |
| 第17回 | 2015年8月1日  | 小倉   | 芝3390m | アップトゥデイト   | 牡5  | 3:42.8 | 林満明     | 佐々木晶三 | 今西和雄                 |
| 第18回 | 2016年7月30日 | 小倉   | 芝3390m | マキオボーラー     | 牡6  | 3:44.3 | 平沢健治   | 五十嵐忠男 | 猪野毛雅人               |
| 第19回 | 2017年7月29日 | 小倉   | 芝3390m | ソロル             | 牡7  | 3:42.7 | 西谷誠     | 中竹和也   | （有）サンデーレーシング |
| 第20回 | 2018年7月28日 | 小倉   | 芝3390m | ヨカグラ           | 騸5  | 3:41.3 | 西谷誠     | 中竹和也   | （有）社台レースホース   |
| 第21回 | 2019年7月27日 | 小倉   | 芝3390m | メイショウダッサイ | 牡6  | 3:44.0 | 森一馬     | 飯田祐史   | 松本好雄                 |
| 第22回 | 2020年8月29日 | 小倉   | 芝3390m | スプリングボックス | 牡6  | 3:42.0 | 森一馬     | 寺島良     | 吉田昌久                 |
| 第23回 | 2021年8月28日 | 小倉   | 芝3390m | アサクサゲンキ     | 騸6  | 3:45.1 | 熊沢重文   | 音無秀孝   | 田原慶子                 |
| 第24回 | 2022年8月27日 | 小倉   | 芝3390m | アサクサゲンキ     | 騸7  | 3:43.2 | 石神深一   | 音無秀孝   | 田原慶子                 |
| 第25回 | 2023年8月26日 | 小倉   | 芝3390m | テーオーソクラテス | 牡6  | 3:47.2 | 小坂忠士   | 奥村豊     | 小笹公也                 |
| 第26回 | 2024年8月24日 | 中京   | 芝3300m | ロスコフ           | 牡6  | 3:33.5 | 草野太郎   | 久保田貴士 | 吉田晴哉                 |
| 第27回 | 2025年2月15日 | 小倉   | 芝3390m | スマイルスルー     | 牡5  | 3:44.7 | 高田潤     | 斉藤崇史   | 吉田勝己                 |

### 各回競走結果の出典
- JRA年度別全成績
  - （2025年）“第1回 小倉競馬 第7日” (PDF).   日本中央競馬会. p. 4. 2025年2月16日閲覧。（索引番号：02080）
  - （2024年）“第2回 中京競馬 第5日” (PDF).   日本中央競馬会. p. 2. 2025年2月16日閲覧。（索引番号：23052）
  - （2023年）“第3回 小倉競馬 第5日” (PDF).   日本中央競馬会. p. 4. 2023年9月11日閲覧。（索引番号：23052）
  - （2022年）“第4回 小倉競馬 第5日” (PDF).   日本中央競馬会. p. 4. 2023年9月11日閲覧。（索引番号：23056）
  - （2021年）“第4回 小倉競馬 第5日” (PDF).   日本中央競馬会. p. 4. 2023年9月11日閲覧。（索引番号：23056）
  - （2020年）“第2回 小倉競馬 第5日” (PDF).   日本中央競馬会. p. 4. 2023年9月11日閲覧。（索引番号：23056）
  - （2019年）“第2回 小倉競馬 第1日” (PDF).   日本中央競馬会. p. 4. 2023年9月11日閲覧。（索引番号：22008）
  - （2018年）“第2回 小倉競馬 第1日” (PDF).   日本中央競馬会. p. 4. 2023年9月11日閲覧。（索引番号：22008）
  - （2017年）“第2回 小倉競馬 第1日” (PDF).   日本中央競馬会. p. 4. 2017年7月30日閲覧。（索引番号：22008）
  - （2016年）“第2回 小倉競馬 第1日” (PDF).   日本中央競馬会. p. 4. 2016年11月26日閲覧。（索引番号：22008）
  - （2015年）“第2回 小倉競馬 第1日” (PDF).   日本中央競馬会. p. 4. 2016年11月26日閲覧。（索引番号：22008）
  - （2014年）“第2回 小倉競馬 第1日” (PDF).   日本中央競馬会. p. 4. 2016年11月26日閲覧。（索引番号：23008）
  - （2013年）“第2回 小倉競馬 第1日” (PDF).   日本中央競馬会. p. 4. 2016年11月26日閲覧。（索引番号：22008）
  - （2012年）“第2回 小倉競馬 第1日” (PDF).   日本中央競馬会. p. 4. 2016年11月26日閲覧。（索引番号：22008）
  - （2011年）“第4回 小倉競馬 第1日” (PDF).   日本中央競馬会. p. 4. 2016年11月26日閲覧。（索引番号：23008）
- netkeiba.comより（最終閲覧日：2015年8月3日）
  - 1999年、2000年、2001年、2002年、2003年、2004年、2005年、2006年、2007年、2008年、2009年、2010年、2011年、2012年、2013年、2014年、2015年、2016年